# Alexander von Schoeler
Theodor Alexander Viktor Ernst von Schoeler fue un General de Infantería prusiano que sirvió en la guerra austro-prusiana y en la guerra franco-prusiana a lo largo de varias batallas.

## Biografía

### Origen
Alexander era hijo del general prusiano y Director del Departamento General de Guerra Moritz von Schoeler y de su esposa Eleonore, de soltera Burgräfin y Condesa von Dohna-Lauck. Su abuelo paterno era el Mayor General Johann Friedrich Wilhelm von Schoeler, y su abuelo materno el Mayor General August Burggraf und Graf zu Dohna-Lauck. Su tío, Friedrich von Schoeler, era un general prusiano y caballero de la Orden del Águila Negra.

### Carrera militar
Schoeler se unió al Ejército prusiano el 28 de abril de 1824. Primero sirvió en el 2º Regimiento de Granaderos de la Guardia y fue promovido a teniente segundo a mediados de noviembre de 1825. Desde mediados de febrero de 1830 hasta principios de abril de 1833 fue adjunto de batallón y después regimental hasta finales de junio de 1836. En 1838 fue nombrado a la Comandancia General del Cuerpo de Guardias. Schoeler alcanzó el rango de teniente primero en abril de 1841 y se convirtió en comandante de compañía el 13 de abril de 1847, cuando fue promovido a capitán. Schoeler tomó parte en la supresión de las revoluciones alemanas de 1848-1849 y después en ese año, durante la Primera Guerra de Schleswig, en la batalla de Schleswig. Como comandante a mediados de junio de 1853, fue transferido al personal del mando de la Infantería de Guardia. A finales de diciembre de 1856, fue brevemente enviado a la Comandancia General del VI Cuerpo. Después de su promoción a teniente coronel, fue nombrado jefe de Estado Mayor del VI Cuerpo el 30 de mayo de 1857. Fue promovido a coronel a finales de mayo de 1859 y fue puesto al cargo del 12º Regimiento de Infantería Combinado el 5 de mayo de 1860; la unidad se convirtió en el 52.º Regimiento de Infantería a principios de julio. Schoeler fue comandante regimental hasta el 19 de diciembre de 1863. Después fue nombrado comandante à la suite de la 31ª Brigada de Infantería y promovido a mayor general a finales de junio de 1864. En la guerra austro-prusiana, Schoeler y su brigada se trasladaron a Bohemia en 1866 como parte del Ejército del Elba bajo el mando del General de Infantería Eberhard Herwarth von Bittenfeld. Schoeler se distinguió en las batallas de Hühnerwasser y Königgrätz. Por recomendación de Bittenfeld, se le concedió la orden Pour le Mérite por el rey Guillermo I de Prusia. Durante la fase final de la campaña en Bohemia, Schoeler asumió el liderazgo de la 8ª División de Infantería de manos del General August Wilhelm von Horn el 21 de julio de 1866, y fue promovido a Teniente General a finales de septiembre de 1866.
El informe al rey de Herwarth von Bittenfeld, de fecha 4 de agosto de 1866, que contenía la recomendación de la condecoración, decía: 

A través de un liderazgo activo y enérgico de la vanguardia del Ejército del Elba durante la campaña entera, y a través de sus éxitos victoriosos en la batalla cerca de Hünerwasser el 26 de junio, en la batalla cerca de Münchengrätz el 28 de junio y en la batalla cerca de Königgrätz el 3 de julio, emerge como merecedor de una condecoración especial.

Después del inicio de la guerra franco-prusiana, la división de Schoeler fue ensamblada como parte del IV Cuerpo de Ejército en la región de Mannheim para el 29 de julio de 1870 y marchó hacia Francia vía Tours. Después de perseguir a los franceses en retirada, la 8ª División se encontró con el enemigo el 30 de agosto en la batalla de Beaumont. El 1 de septiembre las tropas de Schoeler también participaron en la batalla de Sedán donde pudieron recapturar el suburbio perdido de Balan. El 16 de septiembre la 8ª División alcanzó Nanteuil, formando el ala derecha del 3º Ejército, y tomó parte en el sitio de París unos pocos días después. Además de ambas clases de la Cruz de Hierro, se le concedió la Cruz de Caballero de la Orden Militar de Max Joseph.
Con la condecoración de la Orden del Águila Roja de Primera Clase con Hojas de Roble, Schoeler se retiró a petición propia antes de firmarse el tratado de paz el 22 de abril de 1871. Después de su retiro se le dio el carácter de General de Infantería.

### Familia
El 5 de abril de 1848 se casó con Ottilie Börger (1828-1895), que también trabajaba como escritora. El matrimonio produjo varios hijos:
- Charlotte (n. 1849)
- Mauritius (b. 1851)[2]
- Viktor (1852-1932), comerciante ⚭ 24 de febrero de 1892 con Janie Cecilia Torras (n. 1865)[3]
- Valerie (1853-1933)[3]
- Rüdiger (1855-1909), mayor, condecorado con la Medalla Fidicin[4]
- Waldemar (1868-1945), chambelán y consejero de los príncipes reinantes de Waldeck y Pyrmont ⚭ 23 de septiembre de 1897 Else (Less) Hepner (1870-1948) (su nieta fue la actriz Sasha von Scherler[3])